# Thekla Reuten
Thekla Reuten, née le 16 septembre 1975 à Bussum dans la province de la Hollande-Septentrionale aux Pays-Bas, est une actrice néerlandaise.

## Biographie
Elle débute au cinéma dans le film De trip van Teetje de Paula van der Oest en 1998. Elle se fait remarquer pour son rôle d'une des sœurs jumelles dans le film Les Sœurs jumelles (De Tweeling) de Ben Sombogaart en 2002. 
Actrice polyglotte (elle parle néerlandais, allemand, anglais, italien et français), elle alterne entre le cinéma (The American, La Trêve, Waiter !), la télévision (Restless, Hidden, Sleeper Cell, In Tranzit) et le théâtre.

## Vie privée
Elle est actuellement en couple avec l'acteur néerlandais Gijs Naber. Elle est la cousine de Rosa Reuten, également actrice. Son frère est le député européen Thijs Reuten.

## Filmographie

### Au cinéma
- 1998 : De trip van Teetje de Paula van der Oest
- 1998 : Het 14e kippetje d'Hany Abu-Assad
- 1999 : De rode zwaan de Martin Lagestee
- 1999 : Kruimeltje de Maria Peters : Vera di Borboni / Lize van Dien
- 2000 : Everybody Famous (Iedereen beroemd!) de Dominique Deruddere : Debbie
- 2001 : Una bellezza che non lascia scampo de Francesca Pirani : Tony
- 2002 : Les Sœurs jumelles (De Tweeling) de Ben Sombogaart : Jonge Lotte
- 2002 : Bella Bettien d'Hans Pos : Bettien
- 2003 : Rosenstrasse de Margarethe von Trotta : Klara Singer
- 2004 : Bob et Bobette : Le Diamant sombre (Suske en Wiske: De duistere diamant) de Rudi Van Den Bossche : Alwina
- 2004 : Co/Ma de Roel Welling : Isabella
- 2006 : Waiter ! (Ober) d'Alex van Warmerdam
- 2007 : Highlander : Le Gardien de l'immortalité de Brett Leonard : Anna
- 2008 : Bons baisers de Bruges de Martin McDonagh : Marie
- 2008 : L'Armée Silencieuse (Wit Licht) de Jean van de Velde : Valérie
- 2009 : La Trêve (Waffenstillstand) de Lancelot von Naso : Kim
- 2010 : The American d'Anton Corbijn : Mathilde
- 2011 : Hotel Lux de Leander Haußmann : Frida
- 2013 : Het Diner de Menno Meyjes : Claire
- 2013 : Da geht noch was d'Holger Haase : Tamara
- 2014 : Speelman de Klaartje Quirijns : Tessa
- 2018 : Red Sparrow de Francis Lawrence : Marta Yelenova

### À la télévision

#### Téléfilms
- 1997 : Arends de Jelle Nesna
- 2003 : Brush with Fate de Brent Shields
- 2008 : In Tranzit de Tom Roberts
- 2012 : Restless d'Edward Hall

#### Séries
- 1996 : Verhalen uit de bijbel de Rein van Schagen (1 épisode)
- 1998 : Baantjer (1 épisode)
- 1998 : Wij Alexander : Eveline Roëll
- 2006 : Sleeper Cell : Mina van der Hulst
- 2008 : Lost : Elsa
- 2012 : Hidden de Niall MacCormick : Gina Hawkes
- 2017 : Lucky Man (Stan Lee's Lucky Man) : Isabella
- 2020 : Warrior Nun : Jillian Salvius
- 2024 : Citadel Diana : Julia Zani